# Confederação Nacional dos Trabalhadores na Agricultura
A Confederação Nacional dos Trabalhadores na Agricultura (CONTAG) é uma entidade brasileira criada em 1963 para representar os trabalhadores rurais, através das federações estaduais que, por sua vez, reúnem os sindicatos dos trabalhadores rurais de cada município. 

## Histórico
Segundo Marco Antonio Teixeira, da Universidade de Heidelberg, e Priscila Delgado de Carvalho, da Universidade Federal Rural do Rio de Janeiro,"o sindicalismo  chega  tardiamente  às  áreas  rurais  no  Brasil.  Às  margens  da regulação estatal começaram a ser criados sindicatos, associações de lavradores e  ligas  camponesas,  já  na  primeira  metade  do  século  XX,  muitas  vezes  em alianças com partidos de esquerda ou setores da Igreja Católica. Esse processo de organização e  articulação  de agricultores, assalariados,  posseiros, meeiros, entre  outros,  assentou  as  bases  para  a  criação  da  Confederação  Nacional  dos Trabalhadores na  Agricultura  (Contag), fundada  em 20  de  dezembro  de 1963."
A Confederação e suas entidades filiadas foram, por muitos anos, a única representante dos camponeses mas, a partir da década de 1980, o monopólio veio a ser desafiado com a criação, em 1988, do "Departamento Nacional  de  Trabalhadores  Rurais" na Central Única dos Trabalhadores (CUT). Esse departamento foi extinto em 1995 quando a CONTAG filiou-se à CUT. Paralelamente, foram surgindo federações estaduais que resultaram já no começo do século XXI na criação de várias Federações   dos   Trabalhadores  da  Agricultura   Familiar (FETRAFs - cujo nome mudou para Confederação Nacional   dos   Trabalhadores   na   Agricultura   Familiar - CONTRAF, em 2016) e na Confederação Nacional  dos  Trabalhadores  Assalariados  e  Assalariadas  Rurais  (CONTAR), em 2015, fruto de dissidências internas da própria CONTAG que, a partir de então, passou a representar somente os integrantes da categoria da agricultura familiar.

## Polêmicas
O então líder da Contag Aristides Veras dos Santos, eleito em 2017, na época secretário de finanças, foi acusado de incitar violência na cerimônia no Palácio do Planalto no dia 01 de Abril de 2016 ao dizer "A forma de enfrentar a bancada da bala contra o golpe é ocupar as propriedades deles ainda lá nas bases, lá no campo. E é a Contag, e os movimentos sociais do campo que vão fazer isso..." Ele foi convocado na CPI da Funai porque, segundo deputados da CPI, estimulou a violência, dizendo que era preciso invadir as propriedades e gabinetes de parlamentares favoráveis ao impeachment. Na ocasião ele permaneceu calado.

## Corrupção
Em abril de 2025 foi enquadrada pela Polícia Federal como uma das 11 entidades suspeitas de realizar descontos sem autorização, de aposentados e pensionistas.
Dentre as entidades investigadas, a Contag é investigada por desviar o valor mais alto. São 2 bilhões de reais entre 2019 e 2024 dos aposentados e pensionistas com descontos fraudulentos.